# Contea di Zelanda
La Contea di Zelanda (in olandese Graafschap Zeeland) è stata una signoria storica all'interno del medievale Sacro Romano Impero. 
Il nome deriva dall'olandese zee land (terra del mare) e deriva dal fatto che il suo territorio è costituito da numerose isole circondate dal mare.

## Storia
L'area è sempre stata preda dei più forti vicini, la Contea d'Olanda e la Contea di Fiandra. Nel 1012, l'imperatore Enrico II concedette i diritti feudali sulla Zelanda Baldovino IV di Fiandra che governò le due contee attraverso un'unione personale. Tale decisione fu subito contestata dai vicini olandesi. Attorno al 1287, Fiorenzo V, Conte d'Olanda, chiese ed ottenne da Rodolfo I d'Asburgo, Re dei Romani le terre della Contea di Zelanda. Lo scopo principale di Fiorenzo era il controllo del fiume Schelda, ma i suoi piani furono avversati dalla nobiltà locale che si rivoltò contro di lui alleandosi con i Conti di Fiandra.
Il 6 marzo 1323 a Parigi, Guglielmo I di Hainaut sottoscrisse con Luigi I di Fiandra il Trattato di Parigi attraverso il quale vengono concluse tutte le dispute tra i Dampierres e gli Avesnes sulla Contea di Zelanda. Il trattato stabiliva che Luigi I rinuncia ai diritti feudali fiamminghi sulla Zelanda, sulle sue isole e le sue acque riconoscendo il Conte d'Olanda quale Conte di Zelanda.
Anche se la Zelanda rimase un'unità amministrativa separata, da questo momento seguì tutte le vicende della Contea d'Olanda. A partire da Fiorenzo V, i Conti d'Olanda si fregiarono anche del titolo di Conte di Zelanda.

## Conti di Zelanda
Anche se la contea è esistita per più di cinque secoli quale stato autonomo, questa non ha mai avuto un conte della sola Zelanda ma è stata amministrata dalla sua fondazione al 1167 dai conti di Fiandra attraverso un'unione personale, dal 1167 al 1256 attraverso un condominio tra la Contea di Fiandra e la Contea d'Olanda e dal 1256 sino alla cessazione dell'esistenza della Zelanda come stato autonomo, dai conti d'Olanda.
Nel 1433 Giacomina di Hainaut, costretta a cedere i propri possedimenti a Filippo il Buono cedette anche il titolo di Conte di Zelanda alla Casa di Borgogna facendo sì che anche la Contea di Zelanda andasse a costituire con altri possedimenti di Filippo, quelli che furono chiamati Paesi Bassi borgognoni. Filippo istituì la figura dello statolder, un governatore della Contea di sua nomina. Il matrimonio nel 1477 della nipote di Filippo, Maria di Borgogna con Massimiliano I d'Asburgo fece passare nuovamente di mano la Contea di Zelanda. In questo periodo, insieme agli altri possedimenti della Casa d'Asburgo, la Contea entra a far parte delle Diciassette Province.

## Integrazione nella Repubblica delle Sette Province Unite
Con l'atto di abiura del 1581, Filippo II di Spagna dovette concedere l'autonomia alla Repubblica delle Sette Province Unite e la Contea di Zelanda, che ne faceva parte in qualità di provincia, cessò di esistere come stato autonomo. Da allora la Contea di Zelanda fu governata da uno statolder nominato dagli Stati Generali della Repubblica.
Formalmente la Contea di Zelanda continuò ad esistere fino al 1795, quando con la rivoluzione batava la Repubblica delle Sette Province Unite, rimpiazzata dalla Repubblica Batava, cessò di esistere. Dalla prima convocazione degli Stati Generali nel 1583 e fino al 1585, quando furono spostati a L'Aia, questi si tennero a Middelburg. Dopo il 1813, la Zelanda fu nuovamente una provincia, questa volta del Regno Unito dei Paesi Bassi.